# Bratananium
Bratananium ist der Name einer römischen Straßenstation zwischen Salzburg und Augsburg.
Auf der Tabula Peutingeriana, der Kopie einer alten römischen Reisekarte, ist auf der Fernstraße von Juvavum (Salzburg) nach Augusta Vindelicum (Augsburg) eine Straßenstation mit der Bezeichnung „Bratananio“ eingetragen. Wissenschaftlicher Arbeiten lokalisierten die Station bei Gauting a. d. Würm. Maßgeblich dafür war das archäologisch erschlossene Teilstück einer römischen Straße durch den Hofoldinger Forst. Mittlerweile wird die Lokalisierung bei Gauting aber angezweifelt.
Die ebenfalls bekannte Verlängerung der Trasse führt über Gauting zur Amper bei Schöngeising und weiter nach Augsburg. Diese Straße wird deshalb als die in der Quelle genannte Verbindung von Salzburg nach Augsburg gesehen. Die Lokalisierung der Stationsorte orientierte sich an den vorhandenen Plätzen mit römischen Siedlungsfunden, einige unstimmige Distanzen zwischen den Stationen werden als Kopierfehler gedeutet. In jüngster Zeit erhielt die Strecke den Namen „Via Julia“.
Der Archäologe Paul Reinecke (1872–1958), vermutete um 1920 in Pretzen die Station Bratananium. Er verwarf seine ersten Überlegungen aber und nahm nun die große römische Siedlung von Gauting an der archäologisch gesicherten Straße durch den Hofoldinger Forst an. Historiker Hans Bauer spricht sich für eine Lokalisierung bei Pretzen aus.